# Система автоматичної парковки

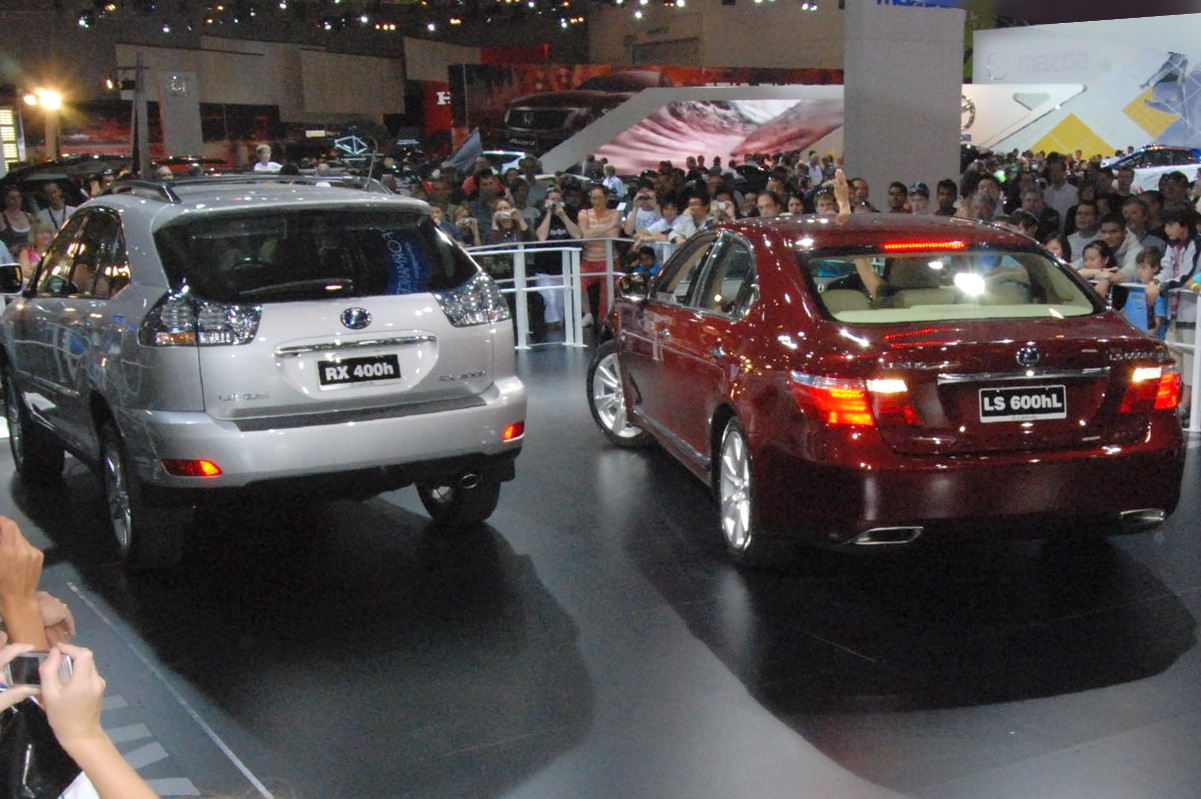
Демонстрація автоматичної парковки на Lexus LS

Система автоматичної парковки — автономна система маневрування автомобіля, яка переміщує автомобіль зі смуги руху на місце парковки для виконання паралельної, перпендикулярної або кутової парковки. Система автоматичного паркування спрямована на підвищення комфорту і безпеки водіння в умовах обмеженого простору, де для управління автомобілем потрібно багато уваги і досвіду. Паркувальний маневр досягається за допомогою координованого управління, яке враховує реальну ситуацію в навколишньому середовищі, щоб забезпечити вільний рух в межах доступного простору.

## Історія
Одна з перших систем допомоги при парковці була ручною. Вона використовувала чотири домкрата з колесами, щоб підняти автомобіль, а потім перемістити його боком на вільне місце для парковки. Ця механічна система була запропонована в 1934 році, але ніколи не була запроваджена на жодній серійній моделі.
Один з перших у світі експериментальних прототипів системи автоматичної паралельної парковки був розроблений на електромобілі Ligier в компанії INRIA в середині 1990-х років. Відповідна базова технологія була прийнята основними виробниками автомобілів, що пропонують сьогодні можливість автоматичного паркування своїх автомобілів.
Алгоритм автоматичної паралельної парковки локалізує достатнє місце для парковки уздовж узбіччя дороги, забезпечує зручне стартове місце для автомобіля перед місцем для парковки і виконує паралельний маневр при парковці.